# Вандали
Вандали су били источногерманско племе које је 406. упало на територију Римског царства и до 439. године формирало сопствену државу у северној Африци, са центром у граду Картагина. Шпанска аутономна заједница Андалузија (оригинално, Вандалузија) је највероватније добила име по Вандалима који су пре преласка у Африку живели на Пиринејском полуострву. Вандалска краљевина у северној Африци ипак није била дугог века пошто ју је 534. потчинила источноримска (византијска) војска цара Јустинијана.

## Порекло
У 19. веку Вандали су идентификовани са Пшеворском културом, али повезаност Вандала и другог, вероватно лужичко - српског племена Лугијаца није под знаком питања. У неким академским круговима се сматрало да су Лугијци ранији назив Вандала, или да су Вандали били део Лугијске федерације.
На основу сличности имена претпостављало се да су Вандали били пореклом из Норвешке (Hallingdal), Шведске (Vendel) или Данске (Vendsyssel). Претпоставља се да су Вандали прешли Балтик и дошли на територију данашње Пољске у 2. веку п. н. е. док су се у Шлезији населили око 120. п. н. е. Римски историчар Тацит је у свом спису Германија забележио присуство Вандала између река Одре и Висле 98. године. Према Јорданесу Вандали и Ругијци су доласком Гота натерани на даљу сеобу. Уколико прихватимо идентификацију Вандала са Пржеворском културом ова Јорданесова вест би се могла посматрати као веродостојна пошто је у неким деловима првобитне распрострањености Пржеворска култура замењена Велбарском чији су носиоци били Готи.
У средњем веку учвршћује се теза неколико аутора који Вандале сматрају за претке Венда, Лужичких Срба и Пољака.
Према немачким историчарима, Вандали су добили име по парохији Вендел, која се налази у Шведској у провинцији Упланду, исти такав назив се користи за Шведску преисторију од доба германског металног доба па све до викиншког доба, тако да је према неким историчарима могуће да су Вандали живели и на Скандинавском полуострву. Етимологија имена може бити повезана са германским глаголом „ лутати” (нем. Wandalen), али то је германски назив, исто као што Немци Лужичке Србе називају Вендима, а Лужички Срби себе Србима. Занимљиво је то да су Лужички Срби и Вандали били део исте културе, пшеворске културе, ту се долази до податка да је можда стари назив за Вандале био „ Луги”, које је према многим мишљењима било лужичкосрпско племе. Луге су помињали Страбон, Тацит и Клаудије Птолемеј да су Луги велика група народа, која живи између Одре и Висле, док је прво њихово помињање записао Плиније Старији, који их је назвао „Vandilii‘‘ и сврстао их у германску групу народа, што и није било чудно, јер би се често мешала германска и словенска племена, јер их је било тешко разликовати, тако да је могуће да су Вандали словенско племе, али да су били под германском доминацијом, као што су мишљења неких историчара. Неки средњовековни писци су Вандале повезивали само са словенским племенима, најчешће са Лужичким Србима, а још мање са Пољацима. Познато је у историји да су се Вандали и Лужички Срби често сукобљавали са германским племенима, а Вандали су се радо мешали са Аланима (Сарматима), али пре ће бити да су српско племе, јер Адам Бременски у своме делу „ Gesta Hamenburgensis eclesiae pontificum Oddaru Pomeranos dividit a Vilzis (III,1,1,2.)’’, тврди да су Вандали били српско племе „ Аmplissima Germaniae provincia a Vinilis incolitur, ljui olim dicti sun Vandali’’, историчар Вамбецијус се такође слаже са њим. Занимљиво је напоменути да Фредегар у својој хроноци говори да су други називи за Србе Винди, Венеди и Венди.
Крајем 2. века, Вандали се деле у две групе, на Силинге и Хаздине. Силинзи су били германска група, која је живела у Шлеској (данашња северна Чешка), док ће се већ у 6. веку, ту вероватно доселити лужичкосрпско племе „ Милчани”. Милчани су били лужичкосрпско племе, а та лужичкосрпска племена су Немци негирали као Венеди или Венди (нем. Winden), овај назив и дан данас користе. Имена владара Вандала се уопште не уклапају са германским именима, ту долази до преокрета, јер на вандалском новчићу уместо германског имена Гелимер, долази до словенском имена Гејламир. Битно је напоменути да Германи никада нису имали имена која су се завршавала на –слав, -мир –ов. Према њиховом речнику, можемо утврдити да у питању није германски језик, већ је ближи старословенском језику.

## Историја
Вандали су били подељени у две племенске групе Силинге и (Х)асдинге. У време Маркоманског рата (166—181) Силинзи су живели у области која се звала Велика Германија (Magna Germania) (данашња Шлезија). У другом веку Хасдинзи, предвођени двојицом краљева Раусом и Раптом су отишли на југ и напали Римљане на доњем Дунаву. Око 271. римски цар Аурелијан је морао да додатно ојача пограничну одбрану на средњем току Дунава. Након склапања мира са Царством, Силинзи су населили територију римске провинције Дакије (западна Румунија, источна Мађарска и Банат) коју је Аурелијан управо евакуисао.
По Јорданесу, Вандали су дошли у сукоб са Готима у време владавине римског цара Константина I Великог (306—337). На територији на којој су Вандали живели источни суседи су им били Готи, западни Маркомани, северни Хермундури, а на југу границу је представљала река Дунав. Готски краљ Геберих је поразио и погубио вандалског владара Визимара и након тога су поражени Вандали затражили од римских власти да им дозволи насељавање на римској територији. Цар Константин је око 330. дозволио Ванадлима да се населе на десној обали Дунава у провинцији Панонији. На тој територији Вандали су живели наредних шездесетак година.
Краљ Годигисел је 400. или 401. године, највероватније због напада Хуна, повео Вандале заједно са њиховим савезницима германским Свевима и сарматским Аланима на Запад. Део Силинга им се прикључио нешто касније. Негде у то време Хасдинзи су већ примили хришћанство. У време цара Валенса (364—378), Вандали су, попут Гота нешто раније, примили хришћанство у облику аријанског учења које је осуђено као јеретичко на Првом васељенском сабору у Никеји 325. године. Међутим, један мањи број Вандала је ипак прихватио никејски (православни) симбол вере, између осталих и Стилихон, врховни заповедник војске Западног римског царства у време владе цара Хонорија (395—423).

### Галија
Вандали су путовали на запад дуж Дунава, без много тешкоћа, све док на Рајни нису наишли на отпор Франака, који су насељавали римске поседе у северној Галији. Годигисел и наводно 20.000 Вандала су погинули у бици, али су Франци најпосле поражени уз помоћ Алана. Вандали су затим 31. децембра 406. прешли залеђену Рајну и упали у Галију коју су тешко опустошили. Под вођством Годигиселовог сина Гундериха Вандали су палећи и пљачкајући отишли прво на запад, а потом на југ Галије, у Аквитанију.

### Иберија
У октобру 409. су прешли Пиринеје и ушли на Иберијско полуострво. Као римски савезници (foederati) населили су северозапад и југ полуострва, односно Галицију и Бетику. Алани су пак насељени на западу Иберијског полуострва у Бетики, данашњем Португалу, а Свеви на северу Галиције. Прилике су се закомпликовале доласком Визигота који су се прво сукобили са Аланима. Након што је 426. велики број Алана страдао, заједно са њиховим краљем Атахом, преостали су пришли Вандалима и замолили Гундериха да прихвати упражњену круну. Каснији владари Вандала ће званично носити титулу краљ Вандала и Алана (rex Wandalorum et Alanorum).

### Африка
Гундериха је наследио 427. године његов брат Гејсерих који се показао као највећи вандалски краљ. Под притиском Визигота, а можда и на позив одметнутог римског војсковође Бонифација, Гејзерих је изградио флоту и решио да поведе свој народ у Африку. Вандали су прешли Гибралтарски мореуз 429. године и почели да напредују ка истоку према Картагини. Након неуспелог војног похода предузетог уз помоћ источноримског двора, западноримска влада је 435. била присиљена да склопи мир и званично препусти већи део римске Африке Гејзериху. Вандали су убрзо прекршили споразум и 439. године заузели Картагину, највећи град западног Медитерана после Рима. Нови покушај моћнијег међу римским царевима, источноримског Теодосија II да 441. године преокрене ситуацију и одузме Вандалима Картагину завршио се неуспехом, тако да су и Цариград и Равена сада признали независност Вандалске краљевине. Након тога Гејзерих је завладао централним Средоземљем и заузео Сардинију, Корзику и Балеарска острва.
У својој новој домовини аријански Вандали су затекли романизовано становништво подељено на следбенике никејског православља и донатизма. Верске разлике су биле стални извор унутрашњих размирица у Вандалској краљевини пошто су вандалски владари, осим Хилдериха, у мањој или већој мери прогонили православне. Чланови клира су слати у прогонство, манастири распуштени, а православна већина је била под константним притиском. Иако православље није било под званичном забраном, осим последњих месеци Хунерихове владавине, православном свештенству је ускраћено право на епископат, а такође им је било забрањено да врше преобраћивање аријанских Вандала.

### Пљачка Рима
Након насељавања Африке на месту старе Картагине Гејсерих је све до своје смрти 477. године предводио смеле пљачкашке походе по Средоземљу. Убиство цара Валентинијана III 16. марта 455. пружио је Гејсериху прилику да се умеша у прилике у Италији. Валентинијанов наследник, Петроније Максим је на силу оженио царицу удову Лицинију Еудоксију, а њену ћерку Еудокију је оженио својим сином. Како је Еудокија већ била верена за Гејсериховог сина Хунериха, вандалски краљ је објавио да долази како би исправио учињену му неправду. Вандали су се искрцали 31. маја на ушћу Тибра, док је злосрећни Петроније Максим кренуо у бекство али је убијен на излазу из престонице од стране разјарене римске светине. Пред Гејсериха је изашао само папа Лав I и умолио варварског краља да се задовољи пљачком Вечног града и не дозволи својим људима разарање и паљење града и убијање његових становника. Вандалима су 2. јуна отворене римске капије и Гејсерихови људи су подвргли Рим двонедељној пљачки. У Картагину Вандали су са собом однели сав племенити метал који су могли да нађу у Риму по цену уништења бројних историјских и уметничких споменика направљених или обложених златом, сребром и бронзом. Гејсерих је са собом одвео и бројне угледне заробљенике, измећу осталих и царицу Еудоксију и њене ћерке. Еудокија је удата за Хунериха, док су њена мајка и сестра Плацидија доцније откупљене од стране источноримског цара Лава I и отишле су у Цариград. Еудокија је као Хунерихова супруга остала да живи у Картагини и њен син Хилдерих је такође владао као вандалски краљ (523—530).

### Привремена консолидација
Иако је већ 462. обухватало обалу северне Африке и острва западног Средоземља, Вандалском краљевству, као и другим варварским државама које су настале на некадашњим римским територијама, недостајало је унутрашње јединство.
Ипак, Гејсерих је 468. поразио огромну флоту коју је послао Лав I. Након тога Вандали су, гонећи Византинце, прво заузели Сицилију, а затим и опљачкали обалу Пелопонеза.
Вандали су се, за разлику од осталих аријанских освајача, много строже односили према православнима. Гејсерих је православне епископе свргавао, слао у изгнанство или убијао, док је мирјане кажњавао губитком положаја или одузимањем имовине. За Гејсериха се причало да је наводно и сам до 428. био присталица православља, али је ова прича по свему судећи апокрифна. Ипак, када су односи са Римом или Цариградом били добри, вандалски краљ је био попустљивији према својим православним поданицима. Тако је 457. дозволио православнима у Картагини да, пошто је митрополитска столица Африке била упражњења три године, изаберу себи епископа. Пред саму краљеву смрт, Виктор Картенски је Гејсериху послао свој антиаријански спис, али је ипак остао некажњен.

### Опадање
Гејсерих, једна од најмаркантнијих личности из доба Велике сеобе народа, умро је у дубокој старости 25. јануара 477. године. У складу са законом који је увео, наследник круне је требало увек да буде не владарев син, већ најстарији мушки члан владајуће династије (начело сениората). Ипак, Гејсериха је наследио син Хунерих (477—484) који је у почетку био пријатељски настројен према православнима, делимично из обазривости према Источноримском (Византијском) царству. Али када је 482. дошло до првог великог црквеног расцепа између Рима и Цариграда (Акакијева шизма), православни у Африци су изгубили заштиту цара Зенона. Након тога Хунерих је спровео врло суров верски прогон по коме је његова владавина углавном и остала упамћена.
Гунтамунд (484—496), Хунерихов синовац, је обуставио прогон и пружио заштиту православнима. Вандалска краљевина је изгубила највећи део Сицилије, коју је после 493. године, заузео остроготски краљ Италије Теодорих. У самој Африци вандалску власт су одбацила пустињска племена Мавара.
Трасамунд (496—523), Гунтамундов млађи брат, је изгубио контролу над данашњим Алжиром, док су берберска племена опљачкала важан приморски град Лептис Магну.

### Турбулентни крај
Хилдерих (523—530) је од самог почетка владавине био непопуларан међу вандалском аристократијом. По мајци унук цара Валентинијана III, Хилдерих је прихватио никејско православље и одбацио аријанство и неговао је пријатељске односе са источноримским двором у Константинопољу. Вандалски племићи су га сматрали за исувише романизованог и невичног државничким пословима. У борбу против одметнутих Бербера Хилдерих је прво послао рођака Хоамера, а пошто се овај показао неуспешним, резигнираног престолонаследника Гелимера. Након што је Гелимер победио Бербере придобио је подршку аријанске аристократије и свргнуо свог рођака Хилдериха.
Након овог преврата византијски цар Јустинијан I је затражио да се његов савезник Хилдерих ослободи и врати на трон. Након тога цар је објавио рат Вандалској краљевини и послао је експедицију на челу са Велизаром да поврати круну Хилдериху. Пошто је на Сицилији чуо да је највећи део флоте Вандала на Сардинији у акцији гушења устанка, Велизар је брзо реаговао и искрцао се на обали данашњег Туниса, а затим кренуо на Картагину. Гелимер је на вест о искрцавању византијске војске погубио Хилдериха и Велизар је заузврат затражио обнову римске власти у Африци. У касно лето 533. године, краљ Гелимер се сукобио са Велизаром, 15 km јужно од Картагине у бици код Ад Децимума (Битка на десетој миљи од града). Почетак битке био је успешан за вандалску војску, али када је један од војсковођа и краљевих рођака Гибамунд убијен, Велизар је преузео иницијативу и остварио победу. Гелимер је изгубио храброст и побегао са бојног поља, а Велизар је 15. септембра тријумфално ушао у Картагину.
Ипак, из својих пустињских прибежишта Гелимер и његови људи су наставили са отпором све док им 15. децембра, 533, Велизар није наметнуо још једну отворену битку, битку код Тикамерона неких 45 km (30 миља) далеко од Картагине. Након нове победе Византинци су без отпора заузели други по величини вандалски град Хипон. Гелимер се крајем марта 534. године предао Велизару, чиме је престало да постоји краљевство Вандала. Територија некадашње Гејсерихове краљевине устројена у префектуру Африку, док је Велизар одвео Гелимера и један део заробљених вандалских племића у Цариград где су вођени у његовој тријумфалној поворци. Јустинијан је ипак поштедео живот Гелимеру и затим га је интернирао на имање у малоазијској провинцији Галатији где је последњи вандалски краљ живео до смрти. Вандалски заробљеници су организовани у посебну војну јединицу и послати су на истошну границу Царства где су учествовали у борбама против Персијанаца. То је уједно и последњи помен Вандала у историји.

### Списак краљева
1. Годигисел (-407)
2. Гундерих (407–428)
3. Гејсерих (428–477)
4. Хунерих (477–484)
5. Гунтамунд (484–496)
6. Трасамунд (496–523)
7. Хилдерих (523–530)
8. Гелимер (530–534)

## Језик
Веома се мало зна о вандалском језику осим да је спадао у групу источногерманских језика. Вероватно је био сличан готском. Неки трагови можда постоје у андалуском дијалекту, најјужнијем дијалекту шпанског језика. Ипак, захваљујући вишевековној владавини Мавара (711—1492) андалуски дијалекат има далеко више елемената који јасно илуструју утицај арапског језика.

## Термин вандализам
Термин вандализам се данас најчешће користи како би се укратко описало свако безразложно разарање, пре свега уметничких дела, али и других материјалних добара (у том смислу говори се о вандализму спортских навијача, демонстраната, разних паравојних јединица и сл.). Сам термин је био непознат у античко и средњовековно време, али током периода ренесансе и доцније просвећености учени кругови су почели да идеализују античку грчко-римску културу и потцењивачки посматрају средњовековне цивилизације. Нарочито су преувеличаване размере разарања и штете по културу и уметност коју су античком свету нанели Хуни, Готи и Вандали (одатле погрдан назив за средњовековну уметност 12.-14. века — готичка уметност). Глагол вандализовати (vandalisme) потиче из француског језика и први га је употребио Анри Грегоар, бискуп Блоа, почетком 1794. поредећи понашање француске републиканске војске са Вандалима приликом пљачке Рима 455. године. У светлу позноантичких извора не може се тврдити да су походи Вандала били ишта разорнији од сличних подухвата Хуна, Гота или самих Римљана. Постоји и концепт културног вандализма који је 1871. године осмислио француски сликар Гистав Курбе који је у време Париске комуне спровео рушење стуба са Наполеоновом статуом на париском тргу Вендом као симбола „ратовања“. Данас се уметност и вандализам сусрећу у случају графита. Међутим, сва ова модерна тумачења у суштини немају много везе са историјском пљачком Рима коју су спровели Гејсерих и његови људи 455. године.